# Ladomirka
Die Ladomirka ist ein 19,4 km langer linker Nebenfluss der Ondava im Osten der Slowakei.

## Flusslauf
Der Fluss entspringt im Bergland Laborecká vrchovina direkt unterhalb des Duklapasses an der polnisch-slowakischen Grenze und fließt Richtung Süden durch Vyšný Komárnik, Nižný Komárnik und Krajná Poľana, wo er den linksseitigen Bach Bodružalík aufnimmt. Nach einer kurzen Strecke nach Westen erreicht der Fluss den Ort Hunkovce, wo der rechtsseitige Bach Hrišov mündet. Danach verläuft er grob Richtung Südwesten, hinter Ladomirová fließen der linksseitige Bach Vagrinčík sowie der rechtsseitige Fluss Kapišovka in den Fluss ein, bevor er das Stadtgebiet von Svidník erreicht. Südlich des Stadtzentrums mündet die Ladomirka als linker Nebenfluss in die Ondava.